# Shinji Imaoka
Shinji Imaoka (今岡信治 or いまおかしんじ, いまおかしんぢ, Imaoka Shinji) a.k.a. 羅門ナカ
```
és un 
director de cinema
, 
guionista
 i actor japonès. Forma part d'un grup de directors de 
pinku eiga
 dels anys 2000 coneguts col·lectivament com els 
"Seven Lucky Gods of Pink"
 (
ピンク七福神
, 
shichifukujin
)
, que a més d'Imaoka, també inclou 
Toshiya Ueno
, 
Mitsuru Meike
, 
Yūji Tajiri
, 
Yoshitaka Kamata
, 
Toshirō Enomoto
 i 
Rei Sakamoto
.
[
1
]
```

## Vida i carrera
Shinji Imaoka va néixer a Osaka el 1965. Va assistir a la Universitat Ciutat de Yokohama, però va abandonar els estudis el 1990 per seguir una carrera cinematogràfica. Va entrar a la indústria cinematogràfica com a ajudant de direcció a la Shishi Productions del pioner pinku eiga Satoru Kobayashi. Allà va treballar principalment amb Hisayasu Satō, i també amb els directors Takahisa Zeze i Mototsugu Watanabe. El desembre de 1994 va treballar com a assistent de direcció del director de Nikkatsu Nikkatsu Roman Porno Tatsumi Kumashiro en la seva última pel·lícula Immoral: Indecent Relations (インモラル･淫らな関係, Immoral: midarana kankei). La pel·lícula de debut a la direcció d'Imaoka va ser Sex Party of the Beasts: Come Together (獣たちの性宴・イクときいっしょ) a.k.a. Waiting for the Comet (1995).
A la seva Behind the Pink Curtain: The Complete History of Japanese Sex Cinema, Jasper Sharp escriu que l'estil d'Imaoka és força diferent del del seu mentor, Hisayasu Satō, i que el seu enfocament al "pinku" és molt més a prop de Toshiki Satō. Igual que Toshiki Satō, les escenes de sexe d'Imaoka són sovint més escasses que la norma per a una "pinku", i no se'ls posa gaire èmfasi. Segons Sharp, "les pel·lícules [d'Imaoka] tenen el mateix toc còmic inèdit que emmascara un nucli emocional dolorosament honest, tot i que la peculiar marca de patetisme d'Imaoka és menys irònic i més sentimental." A més, ell escriu: "La força particular d'Imaoka és la seva subestimada representació de personatges atrapats en una rutina, buscant desesperadament alguna cosa que en secret saben que no poden tenir."
Tot i que l'enfocament d'Imaoka a les escenes de sexe no li ha guanyat el favor del públic tradicional del "pinku eiga" i dels propietaris de cinemes, les seves pel·lícules han estat elogiades per la crítica. Ha estat guardonat com a millor director al Pink Grand Prix, i dues de les seves pel·lícules han estat votades com a millor pel·lícula de l'any a la cerimònia. L'any 2000, el Tokyo Athénée Français va oferir a Imaoka un homenatge retrospectiu de la seva carrera que va batre el rècord d'assistència de la institució.

## Filmografia parcial

### Les deu millors pel·lícules, Pink Grand Prix
- Menció honorífica de 1996: The Wart (痴漢電車　感じるイボイボ, Chikan Densha: Kanjiru Iboibo)
- Menció honorífica de 1999: Despite All That / Sopping Wet Married Teacher: Doing It in Uniform (ぐしょ濡れ人妻教師　制服で抱いて, Gushonure hitozuma kyōshi - Seifuku de idaite)
- 1r lloc el 1999: Lunch Box (熟女・発情　タマしゃぶり, Jukujō: hatsujō tamashaburi)
- 1r lloc el 2005: Frog Song (かえるのうた, Kaeru no Uta)
- 8è lloc el 2005: Mighty Extreme Woman (絶倫絶女, Zetsurin Zetsujo) a.k.a. Uncle's Paradise (おじさん天国, Ojisan Tengoku)

### Prems Pinky Ribbons
- Premi de Plata 2006: Mighty Extreme Woman (絶倫絶女, Zetsurin zetsujo) a.k.a. Uncle's Paradise (おじさん天国, Ojisan tengoku)

### Altres
- Premi Noves Visions del XLIV Festival Internacional de Cinema Fantàstic de Catalunya de 2011 Underwater Love (UNDERWATER LOVE-おんなの河童-, UNDERWATER LOVE Onna no kappa)[6]

### Anglès
- Sharp, Jasper. Behind the Pink Curtain: The Complete History of Japanese Sex Cinema.  Guildford: FAB Press, 2008, p. 323–326, 345, etc.. ISBN 978-1-903254-54-7.

### Japonès
- «ja:今岡信治 いまおか・しんじ» (en japanese).   allcinema.net. [Consulta: 19 juny 2009].
- «ja:今岡信治» (en japanese).  Japanese Movie Database. [Consulta: 19 juny 2009].
- «Còpia arxivada» (en japanese).  Kinema Junpo. Arxivat de l'original el 2011-10-07. [Consulta: 18 octubre 2009].
- «Còpia arxivada» (en japanese).  Kinema Junpo. Arxivat de l'original el 2011-10-07. [Consulta: 18 octubre 2009].
- «ja:今岡信治» (en japanese).   www.walkerplus.com. [Consulta: 19 juny 2009].[Enllaç no actiu]
- «Còpia arxivada» (en japanese).   Director's Guild of Japan. Arxivat de l'original el October 10, 2007. [Consulta: 19 juny 2009].
- Imaoka, Shinji. «今岡信治 「デビューまで」 (Essay on debut film)» (en japanese).   Director's Guild of Japan. Arxivat de l'original el 2015-12-22. [Consulta: 26 febrer 2010].
- Watanabe, Rintarō. «いまおかしんじ インタビュー: 田尻裕司(映画監督) (Shinji Imaoka interview)» (en japanese).   Creators Movie Magazine, 05-04-2008. [Consulta: 19 juny 2009].
- «ja:満を持して"躍動"する、いまおかしんじ監督最新作: 「援助交際物語 したがるオンナたち」に注目！» (en japanese).   www.walkerplus.com], 21-07-2005. [Consulta: 19 juny 2009].[Enllaç no actiu]
- «かえるのうた」いまおかしんじ監督インタビュー (Interview)» (en japanese).   www.cinematopics.com, 16-01-2006. [Consulta: 12 juliol 2009].[Enllaç no actiu]
  - «かえるのうた」いまおかしんじ監督インタビュー (Interview, p.2)» (en japanese).   www.cinematopics.com, 16-01-2006. [Consulta: 12 juliol 2009].[Enllaç no actiu]